# Кузовлев, Валерий Петрович
Валерий Петрович Кузовлев (род. 1947) — российский учёный, уполномоченный по правам человека в Липецкой области. С 1987 по 2012 год возглавлял Елецкий государственный университет имени И. А. Бунина.
Доктор педагогических наук, профессор, заслуженный работник высшей школы Российской Федерации, заслуженный деятель науки Российской Федерации. Почётный гражданин г. Ельца.
Председатель комитета по образованию, спорту, делам семьи и молодежи Липецкого областного Совета депутатов.

## Биография
Родился 5 августа 1947 года в селе Кузовлево Лев-Толстовского района Липецкой области. Мать, Кузовлева Александра Ивановна, была директором сельской школы. Отец, Кузовлев Петр Иванович, был единственным в селе ветеринарным врачом. У Валерия Петровича есть три младших брата: Владимир, Олег и Сергей.
В 1970 году окончил (с отличием) Елецкий государственный педагогический институт по специальности «Математика».
В 1976 году окончил аспирантуру Ленинградского государственного педагогического института имени Герцена.
С 1964 по 1968 год — учитель Баловневской средней школы Данковского района Липецкой области.
В 1970—1971 годах — председатель профкома Елецкого государственного педагогического института.
В 1976—1979 годах — старший преподаватель, доцент, а с 1979 по 1984 год — заведующий кафедрой педагогики и методики начального обучения.
С 1984 по 1987 год — проректор по научной работе. В 1986 году награждён знаком «Отличник народного просвещения РСФСР».
С 1987 года — ректор Елецкого государственного педагогического института, который под его руководством преобразован в 2000 г. в Елецкий государственный университет имени И. А. Бунина.
За время работы Кузовлева В. П. в должности ректора в вузе значительно выросло число дипломированных специалистов, расширена подготовка кадров для системы народного образования.
Под руководством Кузовлева В. П. создан учебно-научно-методический комплекс, который объединяет 40 учебных заведений Липецкой, Орловской, Смоленской, Белгородской, Тульской, Московской областей.
Кузовлев В. П. является председателем совета по защите диссертации на соискание ученой степени доктора педагогических наук.
В соответствии с рейтингом Госкомвуза РФ ЕГПИ в 1996 году занял 18 место среди 105 педвузов России.
В 1997 году Кузовлеву В. П. присвоено Почетное звание «Заслуженный работник высшей школы РФ».
Кузовлев В. П. неоднократно награждался грамотами Министерства просвещения СССР, Министерства образования РФ, администрации Липецкой области, имеет знаки: «Победитель соцсоревнования за 1978 год», «Ударник 12-й пятилетки», «Отличник народного просвещения».
11 октября 2000 года впервые в истории современной России в провинциальном городе Елецкому государственному педагогическому институту был присвоен статус государственного университета имени Ивана Алексеевича Бунина.
Под руководством профессора Кузовлева В. П. укрепляются международные научные и деловые связи университета — с Венским государственным университетом экономики (Австрия), Братиславским государственным университетом (Словакия), Хагинским университетом заочного образования (Германия), университетом Бирменгема (Англия), Австралийским университетом Северных Территорий (Австралия).
При участии профессора В. П. Кузовлева ведутся работы по восстановлению усадьбы И. А. Бунина в селе Озерки Становлянского района Липецкой области; в 2001 году был восстановлен Дом-музей писателя.
В 2001 году ректор университета Кузовлев В. П. переизбран на второй срок депутатом областного совета Липецкой области, председателем комитета по образованию, науке, культуре, спорту, делам семьи и мо лодежи. Под его руководством разработано и принято 15 областных комплексных программ по улучшению положения детей, матерей, семьи и детства, студентов, учащихся музыкальных школ, средних школ, средних специальных учебных заведений, преподавателей вузов и техникумов.
В 2002 году удвоилось количество научно-практических разработок, получивших финансовую поддержку отечественных м международных фондов и программ (РГНФ, Европейская комиссия, Австрийская служба академических обменов, фонд им. Хайнца Никсдорфа).
В. П. Кузовлев является инициатором и главным участником создания уникального проекта «Национального парка» Липецкой области «Бунинская Россия».
За достигнутые трудовые успехи и добросовестную работу Указом Президента Российской Федерации в 2002 году Кузовлев В. П. награждён орденом «Дружбы».
Под руководством В. П. Кузовлева в 2003 году вуз был удостоен золотой медали Ассоциации содействия промышленности (SPI).
В 2005 году — золотая медаль «Европейское качество» в номинации «100 лучших вузов России» Международной академии качества и маркетинга.
2005 год — Знак «Ректор года», знак «200 лет создания Министерства образования РФ»
В 2006 году по представлению Европейской ассоциации бизнеса за интеллектуальный вклад в развитие современного общества ректор университета В. П. Кузовлев был награждён медалью Сократа и стал членом Клуба ректоров Европы.
2006 — Международный приз за выдающиеся достижения в управлении предприятем (АДВЕНТ ЮК ЛТД).
2007 — Медаль К. Д. Ушинского «За заслуги в области педагогических наук».
В 2008 году ЕГУ им. И. А. Бунина был удостоен Европейской премией «Признание — 2008» за вклад в развитие высшей школы и возрождение престижа российского образования. Международный Альянс «АМД Бизнес Консалтинг» наградил специальным призом и именным золотым Дипломом «ЗОЛОТАЯ ВЕРСАЛЬСКАЯ МЕДАЛЬ» ректора ЕГУ им. И. А. Бунина В. П. Кузовлева за заслуги в руководстве высшим учебным заведением.
2009 год — золотая медаль «Европейское качество» в номинации «100 лучших вузов России» Международной академии качества и маркетинга.
2009 год — Знак «Ректор года», присвоено почетное звание «Заслуженный деятель науки Российской Федерации».
2009 год — Национальная туристская премия имени Ю.Сенкевича «За личный вклад в развитие туристского образования».
В 2010 году по результатам Всероссийского конкурса на лучшую организацию в области науки и образования России ЕГУ им. И. А. Бунина стал лауреатом с вручением «Золотой медали», а В. П. Кузовлев удостоен звания «Учёный года».
В 2011 году автор книги «English»(?).
Научные интересы: разработка теоретических и практических основ создания и развития университетского комплекса в условиях традиционной культуры; теория и практика совершенствования подготовки учителя к работе в сельской малокомплектной малочисленной школе Центрально-Чернозёмного региона России.
Преподаваемые курсы: философия образования; история педагогики, спецкурсы и спецсеминары.
Областью научных исследований В. П. Кузовлева являются дидактика, педагогика высшей школы, общая педагогика, методика преподавания математики. Автор более 335 научных трудов, в том числе восьми монографий, среди которых «Профессиональная подготовка студентов в педагогическом вузе (научно-методический и организационно-педагогический аспекты)», «Количественный анализ и математические методы в педагогических методах», «Психолого-педагогические основы творческой активности», «Социальные вопросы в управлении качеством», «Современные технологии профессиональной подготовки учителя иностранного языка», «Философия активности учебной деятельности учащихся», имеет более 200 опубликованных научных статей.
Звание Почетного гражданина г. Ельца присвоено в 2011 году.
, член Клуба ректоров Европы, заслуженный деятель науки РФ.
Действительный член Академии информатизации образования, Международной академии наук педагогического образования и Международной кадровой академии, член-корреспондент Петровской академии наук и искусств и Международной славянской академии наук, образования, искусств и культуры (МСА) . Член редакционного совета журнала «Педагогическая информатика».

Описание1
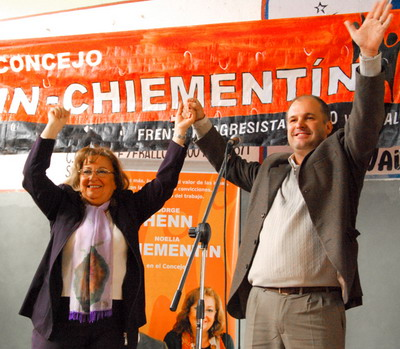
Описание2